# Rynek celów
Rynek celów (ang. Market of Objectives) – technika zarządzania oparta na spopularyzowanej przez Petera Druckera metodzie zarządzania przez cele. Termin rynek celów w literaturze został pierwszy raz użyty przez R. Reinfussa w książce MBO. Prosta i skuteczna technika zarządzania Twoją firmą, a następnie opisany w książce Rynek celów. Zwrot z inwestycji w HR tego samego autora.
Rynek celów polega na stawianiu sobie przez menedżerów indywidualnych celów na podstawie określonych przez zarząd celów i wskaźników strategicznych przedsiębiorstwa. Cele są następnie uzgadniane pomiędzy menedżerami. W efekcie uzgodnień pomiędzy uczestnikami rynku powstaje sieć celów wzajemnie ze sobą powiązanych (skorelowanych). Zarząd na początku okresu rozliczeniowego zatwierdza sieć celów (tzw. mapę celów) oraz kontraktuje indywidualne cele z poszczególnymi menedżerami. Cele są korygowane w ciągu roku, monitorowane, a następnie rozliczane.
Cele rozumiane są nie jako wyniki, do których osiągnięcia menedżerowie się przyczyniają, lecz jako konkretne i trwałe zmiany w firmie, do których mają oni doprowadzić. Zmiany opracowywane są i realizowane metodą konsensusu pomiędzy menedżerami, z uwzględnieniem interesu klientów, klientów wewnętrznych oraz pozostałych interesariuszy.
Kluczowa dla metody rynku celów jest, sformułowana przez Reinfussa, zasada trzech wskaźników. Pozwala ona rozliczać menedżerów z wartości, którą oni osobiście wnoszą do organizacji (a nie z wyników przez nią osiąganych). Każdemu celowi uczestnik rynku przypisuje trzy rodzaje wskaźników: wskaźniki wykonania – służące stwierdzeniu czy cel został zrealizowany, wskaźniki jakościowe – służące stwierdzeniu czy cel ma rzeczywistą wartość dla interesariuszy oraz wskaźniki biznesowe – mierzące wartość ekonomiczną wnoszoną przez menedżera do organizacji.
Rynek celów, ze względu na ilość zawieranych na nim transakcji, konieczność bardzo sprawnej komunikacji pomiędzy uczestnikami oraz krótki czas procesu stawiania celów, wymaga informatyzacji. Informatyzacja jest również niezbędna ze względu na konieczność skutecznej kontroli zarządczej całego procesu.
Najważniejsze, i nowe w stosunku do MBO, elementy wprowadzane przez rynek celów do zarządzania to:
1. partycypacja menedżerów w tworzeniu sieci (mapy) celów,
2. korelowanie poziome celów,
3. pomiar realizacji celów za pomocą trzech rodzajów wskaźników mierzących wartość dodaną,
4. rozliczanie za wartość wnoszoną przez menedżera, a nie za wyniki,
5. informatyzacja.

Pierwsze zinformatyzowane wdrożenie rynku celów miało miejsce w Banku Pocztowym w roku 2011. Pierwsze wdrożenia, w których zrezygnowano z powiązania z systemem premiowym, odbyły się w firmach Kapsch Telematic Services i VULCAN w roku 2012.